# Needle Spiking
Needle Spiking (auch Piqûre sauvage, injection spiking, zu deutsch Nadelstechen) ist ein angebliches Phänomen, über welches erstmals im September 2021 aus dem Vereinigten Königreich und Irland berichtet wurde. Dabei handelt es sich um Beruhigungsmittel oder andere Drogen, die Personen ohne deren Wissen meist an überfüllten Orten wie etwa der Tanzfläche eines Clubs per Nadel injiziert werden. Das Phänomen ist wissenschaftlich umstritten, da es hierzu außer den Aussagen von Betroffenen und Bildern angeblicher Vorfälle von Needle Spiking bisher keine tatsächlichen Belege oder weiterführende Studien gibt. Zudem ist strittig, welches Motiv hinter den Injektionen steckt, da es laut eines Berichtes des britischen Home Affairs Committee unter 692 verzeichneten Fällen nur einen Fall gab, bei dem es bei einem Opfer nach einer Injektion zu einer Folgehandlung kam. Seit den ersten Vorfällen von Needle Spiking tauchen auch aus anderen Ländern wie Frankreich, Belgien, Deutschland, der Schweiz, Spanien oder Australien immer wieder Berichte auf.

## Länder (Auswahl)
Deutschland:
Im Mai 2022 sagte Zoé Zanias, Sängerin der australischen Band Linea Aspera, im Berliner Berghain Opfer eines Angriffs durch Needle Spiking geworden zu sein, wodurch sie Atemwegsbeschwerden und eine unerwünschte psychedelische Wirkung erlitt. Der Club reagierte mit einem neuen Awareness-Programm.
Schweiz:
An der Street Parade im Sommer 2022 gaben mehrere junge Frauen an, von Unbekannten in der Menge mit Nadeln gestochen worden zu sein. Die Stadtpolizei Zürich ermittelte in 10 möglichen Fällen, in 9 Fällen wurde die Ermittlungen eingestellt, „insbesondere weil sich keine Täterschaft eruieren ließ“. Eine 23-jährige Frau wurde wegen Irreführung der Rechtspflege rechtskräftig zu einer Geldstrafe verurteilt, weil sie fälschlicherweise mehrmals gegenüber der Polizei behauptete, sie sei Opfer einer solchen Attacke geworden und hätte sich im Krankenhaus behandeln lassen. Dies war „wissentlich und willentlich“ wahrheitswidrig.

## Social Media
In den sozialen Medien tauchen immer wieder Berichte von angeblichen Vorfällen in Clubs, auf Konzerten oder Festivals auf. Das Format STRG_F von Funk veröffentlichte hierzu im Oktober 2022 eine Reportage auf YouTube, in der einige dieser Vorfälle genauer unter die Lupe genommen wurden.